# Kościół Niepokalanego Poczęcia Najświętszej Maryi Panny w Serocku
Kościół Niepokalanego Poczęcia NMP w Serocku – kościół filialny parafii pw. Matki Bożej Różańcowej. Powstał na miejscu poprzednich drewnianych w latach 1791–1792. Jest to budynek orientowany o cechach klasycznych, halowy i prostokątny.
Ma niewielką zakrystię oraz kruchtę. Ściany z cegły, dach czterospadowy, pokryty dachówką. Na kalenicy krzyż ozdobny z datą 1801. Przeprowadzono w nim wiele prac konserwatorskich i remontów. Znajduje się w nim ołtarz o tradycjach barokowych z ok. XVIII wieku. W centrum ołtarza znajduje się obraz z 1686 roku, który jak podają kroniki, cudownie ocalał podczas pożaru świątyni w 1789 roku. Po obu stronach stoją dwie figury barokowe św. Stanisława biskupa męczennika oraz św. Wojciecha. W zwieńczeniu ołtarza jest drugi obraz a na mensie ołtarzowej znajduje się rzeźba Chrystusa Frasobliwego z I połowy XIX wieku. Na jednym z filarów wspiera się ambona z XVIII wieku, a chór wykonano z drewna także w XVIII w.